# Træna
Træna est une kommune de Norvège. Elle est située dans le comté de Nordland. Le centre administratif de la municipalité est le village l'île d'Husøya.
Træna comprend également Selvær et Sanna.
La pêche est la principale activité économique de Træna. Les connexions avec le continent se font par bateaux et ferry. Chaque année se tient à Træna un festival appelé Trænafestivalen.
De nombreuses découvertes archéologiques indiquant que l'île est peuplée depuis l'Âge de la pierre ont été faites à Træna.

## Localités
- Husøya ;
- Sanna ;
- Selvær ;
- Torvvær.

## Îles
- Archipel de Dørvær ,
- Hikelen ,
- Husøya ,
- Nordsandøya ,
- Sørsandøya ,
- Sanna ,
- Selvær .

## Généralités
Le 1er janvier 1872, Træna fut séparée de la municipalité de Lurøy et c'est ainsi que sa municipalité fut créée. Au départ, Træna était habitée par 289 résidents.

## Festivités
Chaque année se tient à Træna le Trænafestivalen (en).

## Filmographie
- Reportage pour Arte Live Web sur le festival de musique de Træna voir en ligne